# Санто-Спирито-ин-Сассья (титулярная диакония)
Титулярная диакония Санто-Спирито-ин-Сассья (лат. Diaconia Sancti Spiritus in Saxia) — титулярная церковь была создана Папой Иоанном Павлом II 28 июня 1991 года. Титулярная диакония принадлежит церкви Санто-Спирито-ин-Сассья, расположенной в районе Рима Борго, в непосредственной близости от Ватикана.

## Список кардиналов-дьяконов титулярной диаконии Санто-Спирито-ин-Сассья
- Фьоренцо Анджелини — (28 июня 1991 — 26 февраля 2002), титулярная диакония pro illa vice (26 февраля 2002 — 22 ноября 2014);
- Доминик Мамберти — (14 февраля 2015 — по настоящее время).